# Camptocladius semivirdis
Camptocladius semivirdis är en tvåvingeart som först beskrevs av Jean-Jacques Kieffer 1921.  Camptocladius semivirdis ingår i släktet Camptocladius och familjen fjädermyggor.
Artens utbredningsområde är Polen. Inga underarter finns listade i Catalogue of Life.